# Джоселін Ул'єтт
Джоселін Ул'єтт (англ. Jocelyn Ulyett, 17 вересня 1995) — британська плавчиня. Учасниця Чемпіонату світу з водних видів спорту 2017, де у своєму півфіналі на дистанції 200 метрів брасом посіла 5-те місце і не потрапила до фіналу.